# Nguyễn Văn Danh (tướng nhà Tây Sơn)
Nguyễn Văn Danh (chữ Hán: 阮文名) hay Nguyễn Văn Tứ là một tướng lĩnh kiệt xuất của phong trào Tây Sơn.
Ông là anh của Hộ giá Thượng tướng quân Nguyễn Văn Huấn. Hai anh em là anh em họ ngoại (anh em cô cậu) của ba anh em Tây Sơn Tam Kiệt. Cả hai anh em cùng theo học thầy Trương Văn Hiến.
Nguyễn Văn Danh đóng vai trò tham mưu cho Nguyễn Huệ trong quá trình khởi nghĩa và các chiến dịch quân sự.
Tháng 4 năm 1788, Lê Chiêu Thống đã bỏ kinh đô lưu vong. Sau khi diệt Chỉnh, Vũ Văn Nhậm lập Lê Duy Cẩn làm Giám quốc. Cựu thần nhà Lê không người nào theo. Vũ Văn Nhậm chuyên quyền. Ngô Văn Sở bèn làm mật tấu cùng Bắc Bình Vương.
Nguyễn Huệ hay tin lập tức truyền lệnh xuất sư, đem quân ra Bắc lần thứ hai. Đi suốt ngày đêm. Hơn 10 hôm đến Thăng Long. Diệt Vũ Văn Nhậm (1788). Đại Tư Mã Ngô Văn Sở nắm giữ chính quyền, thống lĩnh quân đội, được giao trọng trách trông coi 11 trấn Bắc Hà. Đô đốc Võ Văn Dũng, Nội hầu Phan Văn Lân,Chưởng phủ sự Nguyễn Văn Dụng, Đô đốc Nguyễn Văn Tuyết, Hộ bộ Trần Thuận Ngôn, Học sĩ Ngô Thì Nhậm, Phan Huy Ích đều theo Ngô Văn Sở giữ Thăng Long.
Theo sách "Đại Nam chính biên liệt truyện", trước khi về lại Phú Xuân, trong buổi trao quyền cho Ngô Văn Sở, Bắc Bình vương Nguyễn Huệ đã nói: "Sở và Lân là nanh vuốt của ta. Dụng và Ngôn là lòng dạ của ta. Nhậm là bề tôi mới của ta. Nay ta lấy cái việc quân vụ và quốc chính của 11 trấn Bắc Hà ủy thác cho. Ta thuận cho theo tiện nghi mà làm việc, phải hội đồng thương nghị với nhau, chớ vì cũ mới mà xa nhau".
Theo Hoàng Lê nhất thống chí thì chức của ông là Chưởng phủ sự, tương đương Tham tụng của Phủ liêu họ Trịnh.
Năm 1788, vua Lê Chiêu Thống dẫn nhiều vạn quân Thanh do Tôn Sĩ Nghị chỉ huy vào xâm lược Việt Nam. Ngô Văn Sở làm kế hoãn binh sai người đến dinh họ Tôn cầu hòa. Lời đề nghị bị bác khước.
Quân Tây Sơn do Đại Tư mã Ngô Văn Sở chỉ huy, theo mưu kế của Ngô Thì Nhậm, bèn cho gọi binh các trấn Kinh Bắc, Thái Nguyên, Hải Dương, Sơn Tây về hội tại Bắc Thành trấn Sơn Nam rồi chủ động rút quân về đóng ở Tam Điệp - Biện Sơn (Ninh Bình) cố thủ, đồng thời cho Nguyễn Văn Tuyết về Phú Xuân cáo cấp.
Được tin cấp báo, ngày 25 tháng 11 năm Mậu Thân (21 tháng 12 năm 1788) Nguyễn Huệ lên ngôi Hoàng đế, lấy niên hiệu Quang Trung. Ngay sau khi làm lễ đăng quang tại núi Bân (Phú Xuân), nhà vua trực tiếp mang đại quân ra Bắc để đánh đuổi quân xâm lược.
Sau chiến thắng Kỷ Dậu, Nguyễn Văn Danh có theo Ngô Văn Sở dẫn đầu phái đoàn 100 người đưa giả vương Phạm Công Trị sang Yên Kinh nhà Thanh dự lễ Bát tuần đại thọ vua Thanh Càn Long. Sau đó ông ở lại Bắc Hà cùng Ngô Văn Sở lo việc trấn nhậm.
Năm 1795, sau vụ biến Bùi Đắc Tuyên, Nguyễn Văn Danh được triệu về triều giữ chức Đại Tư mã thay Ngô Văn Sở, là một trong Tứ trụ đại thần.
Năm 1802, sau khi nhà Tây Sơn thất bại, Đại Tư mã Nguyễn Văn Danh bị bắt đưa về Phú Xuân xử tử trong lễ Hiến phù.